# Rasmus Thorsen
Rasmus Peter Thorsen (født 11. juli 1965) er en dansk producer og medstifter af filmselskabet Cosmo Film.
Thorsen er uddannet producer fra Den Danske Filmskole i 1991 og etablerede allerede året efter Cosmo Film sammen med den tidligere studiekammerat Tomas Hostrup-Larsen. Han har produceret en række spillefilm, dokumentarfilm og tv-serier.

## Filmografi
- Pojken med guldbyxorna (2014)
- Lærkevej - til døden os skiller (2012)
- Bag om Lærkevej (2009)
- Vølvens forbandelse (2009)
- Musen (2009)
- Guldhornene (2007)
- Oskar & Josefine (2004)
- The Swenkas (2004)
- Midsommer (2003)
- Annas dag (2003)
- Jerusalem, min elskede (2003)
- Angels of Brooklyn (2002)
- Ryd Op (2002)
- To kvinder (2001)
- Grev Axel (2001)
- Omklædningsrummet (2001)
- 2. juledag (2000)
- Antenneforeningen (1999)
- Den Store Kul Tur (1995)

### Tv-serier
- Tinka og Kongespillet (2019)
- Greyzone (2018)
- Tinkas Juleeventyr (2017)
- Juleønsket (2015)
- Lærkevej (2009-2010)
- Anna Pihl (2005-2007)
- Jul i Valhal (2005)
- Jesus & Josefine (2003)
- Lex & Klatten (1997)